# Lambeth Palace

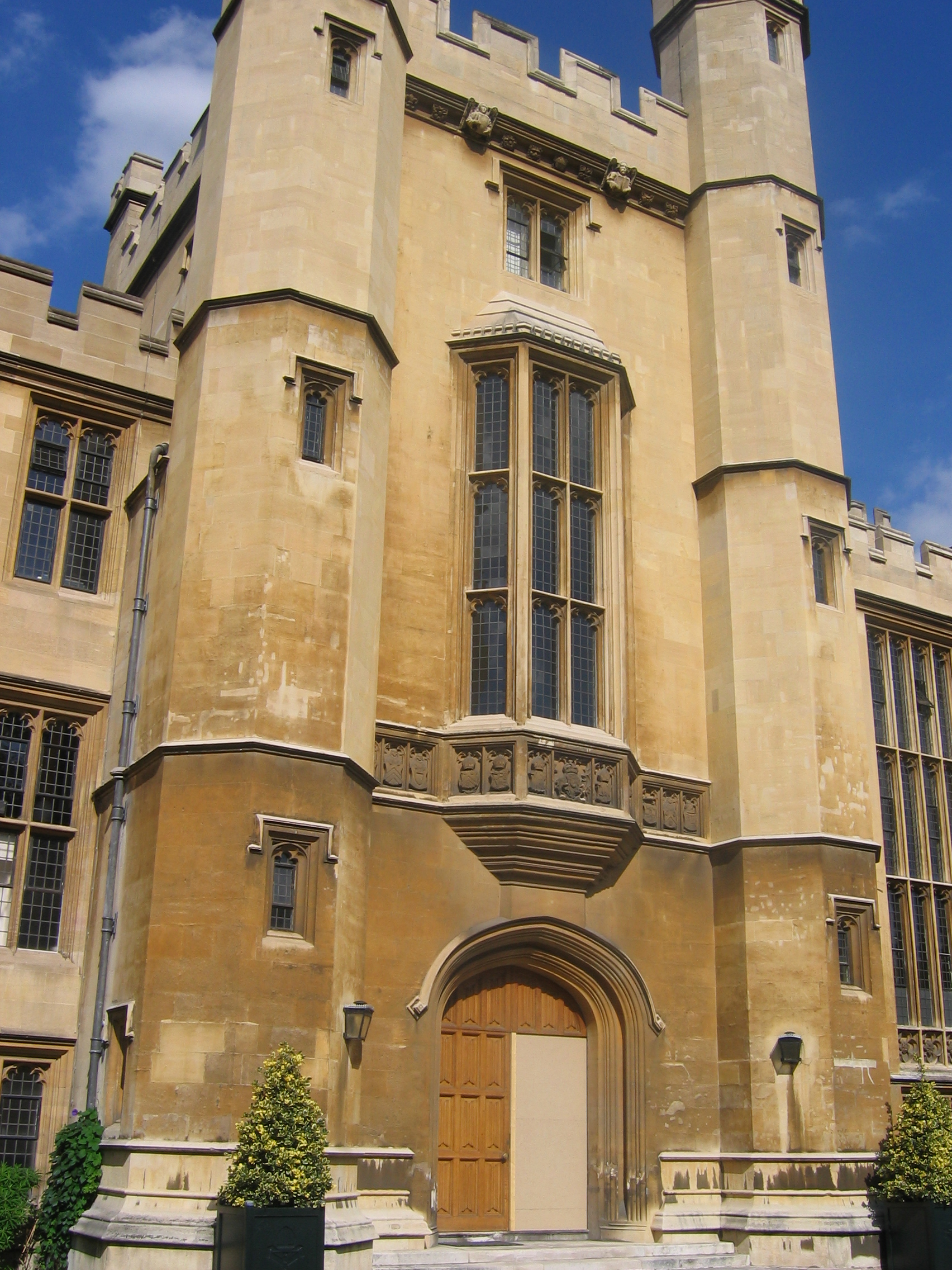
Entrada principal

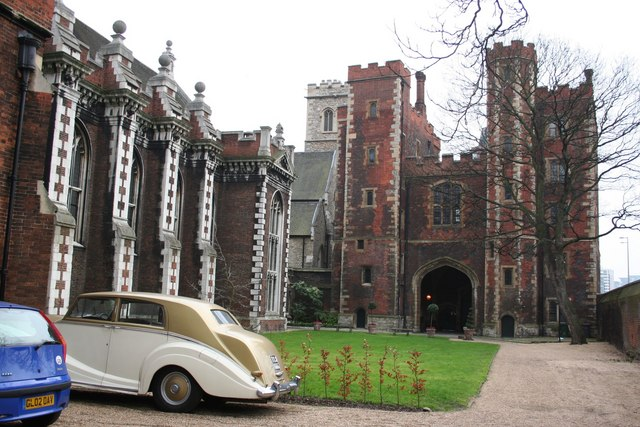
Portalada Tudor de maons

Lambeth Palace és un palau de la ciutat de Londres que conté: la residència oficial de l'arquebisbe de Canterbury, una important biblioteca històrica i un museu de la història de la jardineria. L'edifici és, a més, la seu de la Comunitat de sant Anselm, un orde religiós presidit per l'arquebisbe. El jardí del palau té una part privada, annexa, i una altra que és parc públic.

## Història de l'edifici
L'àrea on està construït, el sud del riu Tàmesi, era antigament una zona poc desenvolupada perquè el terreny era baix i sovint s'inundava; es deia Lambeth Marsh que vol dir «el pantà de Lambeth», mentre que Lambeth és una paraula antiga que vol dir «les terres del moll», ja que la manera més pràctica d'arribar era amb barca i a la vora del riu s'havia construït un moll. Fa uns 800 anys l'arquebisbe de Canterbury va instal·lar la seva residència oficial, que anteriorment estava a Canterbury, al comtat de Kent. L'edifici era conegut llavors amb el nom de Manor of Lambeth o Lambeth House. Uns anys més tard es van començar a fer ampliacions fins a esdevenir el palau actual. Pocs elements es conserven del primitiu edifici, un d'ells és la capella.
Hi ha proves que la torre Lollard, anomenada així pel moviment políticoreligiós que va liderar John Wycliffe, i que va ser emprada com a presó al segle xvii, va ser construïda entre 1435-1440. A la façana hi ha una portalada de maons d'estil Tudor, que es va fer per encàrrec del cardenal John Morton i va estar acabada el 1495. El palau té un pati central, on hi ha una figuera de la varietat Marsella que probablement el cardenal Pole va plantar a partir d'un esqueix que va portar d'Itàlia abans de morir el 1558. Testimonis del 1786 diuen que hi havia tres figueres més que creixien contra una paret del pati.Vers el 1882 el lloc d'aquests arbres havia estat ocupat per altres plantes, de fet tot l'antic jardí medieval es va transformar: va passar a ser part d'un parc públic i en part s'hi van construir oficines i es va obrir un carrer.
El palau tenia un gran saló, que actualment fa el servei de biblioteca. El saló va ser objecte de pillatge per les tropes de Cromwell, les quals van agafar material per construir en altres llocs. Després de la restauració de la monarquia el cardenal William Juxon va manar reconstruir la sala, la gran dificultat va ser refer el sostre d'estil gòtic hammerbeam, ja que feia més de cent anys que no hi havia mestres d'obres que treballessin amb aquest mètode. Es tractava, però, de donar sensació de continuïtat després d'un període d'anarquia per la qual cosa van preferir l'estil antic i costós a un altre mètode més pràctic.
Entre els retrats d'arquebisbes que hi ha al palau es troben obres de: Hans Holbein, Anthony van Dyck, William Hogarth i Joshua Reynolds.
El 1834 es va encarregar una ampliació a Edward Blore (1787–1879), que també va reconstruir Buckingham Palace. Va emprar un estil neogòtic per lligar amb la part ja existent. Aquesta part nova era per a residència de l'arquebisbe.

## La biblioteca
La biblioteca conté els principals arxius de l'Església d'Anglaterra i és consultada per historiadors. La primera biblioteca de l'edifici va ser fundada el 1610 per l'arquebisbe Richard Bancroft. Alguns dels manuscrits són cròniques referents a la història d'Anglaterra, les més antigues daten del segle ix. Altres col·leccions importants tracten sobre temes diversos: art, arquitectura, les colònies angleses, política, història social i genealogies. En total hi ha uns 120.000 llibres més els arxius eclesiàstics i el catàleg es pot consultar per internet. Entre els llibres destacats hi ha està: la Bíblia Gutemberg, la Bíblia Lambeth, el Llibre de càntics de Lambeth, el Llibre d'homilies de Lambeth i els Evangelis MacDurnan.

## El museu
L'edifici que hi ha a l'altra banda del jardí frontal era l'antiga església parroquial dedicada a santa Maria (St Mary-at-Lambeth). La seva torre, construïda el 1377, fou reparada el 1834 i la resta de l'església es va refer el 1851 sota la direcció de l'arquitecte P C Hardwick.Al seu interior hi ha tombes d'alguns arquebisbes,com la de Richard Bancroft, i d'alguns jardiners com la de John Tradescant el Vell i la del seu fill del mateix nom, i la de l'almirall William Bligh, probablement un benefactor de la parròquia. Aquesta església va ser desconsagrada el 1972 i es van desviar els feligresos a la de North Lambeth, que sempre va ser una zona més poblada. Uns anys després es va transformar en el Museu d'Història de la Jardineria.